# حسنو اوزیگین
حسنو اوزیگین (انگلیسی: Hüsnü Özyeğin؛ زادهٔ ۱۹۴۴) سرمایه دار، بانکدار و مدیر اجرایی اهل ترکیه است، که در سال ۱۹۹۴ کردیت یوروپ بانک را تأسیس نمود. وی هم‌اکنون رئیس هیئت مدیره فیبابانکا می‌باشد.